# The Essential Iron Maiden
The Essential Iron Maiden е четвъртият албум съдържащ най-доброто на британската хевиметъл група Iron Maiden. Албумът излиза на 5 юли и е част от поредицата „Най-доброто“ издавана от Sony BMG. The Essential Iron Maiden е издаден само в Северна Америка, понеже групата е подписала с EMI за останалата част от света. По същото време в Европа излиза обновената версия на Edward The Great.

### Диск 1
1. Paschendale (Харис, Смит) – 8:26
2. Rainmaker (Дикинсън, Харис, Мъри) – 3:48
3. The Wicker Man (Дикинсън, Харис, Смит) – 4:35
4. Brave New World (Дикинсън, Харис, Мъри) – 6:18
5. Futureal (Бейли, Харис) – 2:56
6. The Clansman (Харис) – 8:59
7. Sign of the Cross (Харис) – 11:16
8. Man on the Edge (Харис, Герс) – 4:11
9. Be Quick or Be Dead (Дикинсън, Герс) – 3:23
10. "Fear of the Dark" (live) (Харис) – 7:52
11. Holy Smoke (Дикинсън, Харис) – 3:47
12. Bring Your Daughter... to the Slaughter (Dickinson) – 4:43
13. The Clairvoyant (Харис) – 4:26

### Диск 2
1. The Evil That Men Do (Дикинсън, Харис, Смит) – 4:34
2. Wasted Years (Харис) – 5:06
3. Heaven Can Wait (Харис) – 7:20
4. 2 Minutes to Midnight (Дикинсън, Смит) – 6:00
5. Aces High (Харис) – 4:29
6. Flight of Icarus (Дикинсън, Смит) – 3:51
7. The Trooper (Харис) – 4:12
8. "The Number of the Beast" (Харис) – 4:52
9. Run to the Hills (Харис) – 3:54
10. Wrathchild (Харис) – 2:55
11. Killers (Диано, Харис) – 5:01
12. Phantom of the Opera (Харис) – 7:06
13. Running Free (live) (Диано, Харис) – 8:43
14. Iron Maiden (live) (Харис) – 4:49

## Състав
- Пол Ди'Ано – вокал
- Брус Дикинсън – вокал
- Блейз Бейли – вокал
- Дейв Мъри китара
- Денис Стратън – китара
- Ейдриън Смит – китара
- Яник Герс – китара
- Стив Харис – бас, продуцент
- Клаив Бър – барабани
- Нико Макбрейн – барабани

и
- Мартин Бирч – продуцент
- Саймън Фоуър – фотограф
- Найджъл Грийн – продуцент
- Майкъл Кени – клавишни
- Уил Малоун – продуцент
- Димо Сафари – фотограф на обложката
- Кевин Ширли – продуцент